# Malacoglanis gelatinosus
Malacoglanis gelatinosus är en fiskart som beskrevs av Myers och Weitzman, 1966. Malacoglanis gelatinosus ingår i släktet Malacoglanis och familjen Trichomycteridae. IUCN kategoriserar arten globalt som livskraftig. Inga underarter finns listade i Catalogue of Life.